# Hygrochroma hyalopuncta
Hygrochroma hyalopuncta är en fjärilsart som beskrevs av Dyar 1913. Hygrochroma hyalopuncta ingår i släktet Hygrochroma och familjen mätare. Inga underarter finns listade i Catalogue of Life.